# Torneo Apertura 2024 de Segunda División de Costa Rica
El Torneo Apertura 2024 será la edición 96.ª del campeonato de liga de la Segunda División del fútbol costarricense, que da inicio a la temporada 2024-25.
Como novedades, se destaca que a partir del Apertura 2024, Municipal Grecia es nuevo participante de la Liga de Ascenso para esta temporada tras perder la categoría en la Primera División al terminar de último en la tabla acumulada.  El conjunto griego vuelve a la Liga de Ascenso tras 7 años en la máxima categoría desde su ascenso en la temporada 2016-2017.
El equipo de Marineros de San Carlos cambia su nombre para esta Temporada y pasará a llamarse Inter de San Carlos.
Deportivo Upala es el equipo promovido para la Temporada 2024-2025 tras conseguir el título de campeón de la LINAFA.
El equipo de A.D. San Carlos adquiere la franquicia del equipo de Jacó Fútbol Club, por lo que jugará en su lugar a partir de la Temporada 2024-2025 con un equipo en la localidad de La Fortuna 

## Sistema de competición
El torneo del Liga de Ascenso, está conformado en dos partes:
- Fase de clasificación: Se integra por las 18 jornadas del torneo.
- Fase final: Se integra por los partidos de cuartos de final, semifinal y final.

### Fase de clasificación
En la fase de clasificación se observará el sistema de puntos. La ubicación en la tabla general está sujeta a lo siguiente:
- Por juego ganado se obtendrán tres puntos.
- Por juego empatado se obtendrá un punto.
- Por juego perdido no se otorgan puntos.

En esta fase participan los 18 clubes de la Liga de Ascenso jugando en el torneo 18 jornadas respectivas, a visita recíproca según el grupo que pertenece.
El orden de los clubes al final de la fase de calificación del torneo corresponderá a la suma de los puntos obtenidos por cada uno de ellos y se presentará en forma descendente. Si al finalizar las 18 jornadas del torneo, dos o más clubes estuviesen empatados en puntos, su posición en la tabla general será determinada atendiendo a los siguientes criterios de desempate:
1. Mayor diferencia positiva general de goles. Este resultado se obtiene mediante la sumatoria de los goles anotados a todos los rivales, en cada campeonato menos los goles recibidos de estos.
2. Mayor cantidad de goles a favor, anotados a todos los rivales dentro de la misma competencia.
3. Mejor puntuación particular que hayan conseguido en las confrontaciones particulares entre ellos mismos.
4. Mayor diferencia positiva particular de goles, la cual se obtiene sumando los goles de los equipos empatados y restándole los goles recibidos.
5. Mayor cantidad de goles a favor que hayan conseguido en las confrontaciones entre ellos mismos.
6. Como última alternativa, el comité de competición realizaría un sorteo para el desempate.

### Fase final
Los ocho clubes calificados para esta fase del torneo serán reubicados de acuerdo con el lugar que ocupen en la tabla al término de la jornada 18, con los puestos del número uno hasta el cuatro de cada grupo. Los partidos a esta fase se desarrollarán a visita recíproca, en las siguientes etapas:
- Cuartos de final
- Semifinales
- Final

Los clubes vencedores en los partidos de cuartos de final y semifinal serán aquellos que en los dos juegos anoten el mayor número de goles. El club vencedor de la final y por lo tanto campeón, será aquel que en los dos partidos anote el mayor número de goles. Para todas las series, si al término del tiempo reglamentario el partido está empatado, se agregarán dos tiempos extras de 15 minutos cada uno. De persistir el empate en estos periodos, se procederá a lanzar tiros penales hasta que resulte un vencedor.
Los partidos de cuartos de final se jugarán de la siguiente manera:

## Equipos participantes

### Equipos por provincia
Para la temporada 2024-25, la provincia con más equipos en la Segunda División es Alajuela  con siete.
| Uruguay Carmelita Turrialba Jicaral Consultants Grecia Guadalupe Palmares Sarchí Aserrí Inter de San Carlos San Carlos F.C. Upala F.C Escorpiones Cariari Limón Black Star Quepos PFA Antioquia |

| Provincia  | N.º | Equipos                                                                                    |
| ---------- | --- | ------------------------------------------------------------------------------------------ |
| San José   | 5   | Aserrí, Fútbol Consultants, PFA Antioquia, Guadalupe y Uruguay                             |
| Puntarenas | 2   | Jicaral y Quepos Cambute                                                                   |
| Alajuela   | 7   | Carmelita, COFUTPA, Sarchí, Inter de San Carlos, Grecia, Deportivo Upala y San Carlos F.C. |
| Limón      | 2   | Cariari y Limón Black Star                                                                 |
| Heredia    | 1   | Escorpiones                                                                                |
| Cartago    | 1   | Turrialba                                                                                  |

### Ascensos y descensos
| Pos. | Descendido de 1.ª División |
| ---- | -------------------------- |
| 12.º | Municipal Grecia           |

| Pos. | Ascendido a 1.ª División |
| ---- | ------------------------ |
| 1.º  | Santa Ana F.C.           |

| Pos. | Ascendido a 2.ª División |
| ---- | ------------------------ |
| 1.º  | Deportivo Upala F.C.     |

### Información de los equipos
| Equipo              | Ciudad             | Entrenador                | Fundación      | Estadio                 | Aforo | Transmisión |
| ------------------- | ------------------ | ------------------------- | -------------- | ----------------------- | ----- | ----------- |
| Aserrí              | Aserrí             | José Araya                | 1940 (85 años) | Arabelo Fallas          | 1 050 |             |
| AD Sarchí           | Sarchí             | Javier Valenciano         | 2021 (4 años)  | Eliécer Pérez           | 2 500 |             |
| Cariari             | Cariari            | Jimmy Núñez               | 1972 (53 años) | Bernardo Veach          | 1 200 |             |
| Carmelita           | Alajuela           | Luís Carlos Mejías        | 1948 (76 años) | Rafael Bolaños          | 2 400 |             |
| Cofutpa             | Palmares           | Mauricio Montero          | 2012 (13 años) | "Palmareño" Solís       | 4 000 |             |
| Consultants         | Desamparados       | Robert Arias              | 2017 (8 años)  | "Coyella" Fonseca       | 4 500 |             |
| Deportivo Upala     | Upala              | Geovanny Torres           | 2015 (10 años) | Edgardo Baltodano       | 6 000 |             |
| Escorpiones         | Belén              | Andrés Arias              | 2021 (4 años)  | Polideportivo de Belén  | 1 000 |             |
| Guadalupe           | Guadalupe          | Fabián Barquero           | 2017 (8 años)  | "Coyella" Fonseca       | 4 500 |             |
| Grecia              | Grecia             | Pablo Alejandro Izaguirre | 1998 (26 años) | Rafael Bolaños          | 2 500 |             |
| Inter de San Carlos | Pital (San Carlos) | Douglas Sequeira          | 2021 (4 años)  | Estadio de Pital        | 1 000 |             |
| Jicaral             | Jicaral            | Mauricio Solís            | 2007 (18 años) | Asoc. Cívica Jicaraleña | 1 500 |             |
| Limón Black Star    | Limón              | Kevin Cunningham          | 2022 (3 años)  | Juan Gobán              | 2 349 |             |
| PFA Antioquia       | Desamparados       | Óscar Rojas               | 2022 (3 años)  | "Coyella" Fonseca       | 4 500 |             |
| Quepos Cambute      | Quepos             | Mauricio Moraga           | 1996 (29 años) | Finca Damas             | 1 000 |             |
| San Carlos F.C.     | Pital (San Carlos) | Carlos Pérez              | 2024 (1 años)  | Estadio de Pital        | 1 000 |             |
| Turrialba           | Turrialba          | Gerardo Ureña             | 1940 (84 años) | Rafael Camacho          | 4 500 |             |
| Uruguay             | San Isidro         | Cristian Salomón          | 1936 (89 años) | El Labrador             | 2 500 |             |

## Fase de clasificación

### Tabla de posiciones

#### Grupo A
| Pos. | Equipo                | Pts. | PJ | G  | E | P  | GF | GC | Dif. | Clasificación    |
| ---- | --------------------- | ---- | -- | -- | - | -- | -- | -- | ---- | ---------------- |
| 1    | Jicaral               | 35   | 16 | 11 | 2 | 3  | 28 | 15 | +13  | Cuartos de final |
| 2    | Inter de San Carlos   | 34   | 16 | 11 | 1 | 4  | 38 | 19 | +19  | Cuartos de final |
| 3    | Quepos Cambute        | 27   | 16 | 7  | 6 | 3  | 19 | 16 | +3   | Cuartos de final |
| 4    | A. D. Sarchí          | 26   | 16 | 7  | 5 | 4  | 30 | 17 | +13  | Cuartos de final |
| 5    | A. D. Carmelita       | 18   | 16 | 4  | 6 | 6  | 24 | 29 | −5   |                  |
| 6    | Municipal Grecia      | 17   | 16 | 4  | 5 | 7  | 19 | 32 | −13  |                  |
| 7    | A. D. COFUTPA         | 14   | 16 | 2  | 8 | 6  | 25 | 26 | −1   |                  |
| 8    | Deportivo Upala F. C. | 12   | 16 | 2  | 6 | 8  | 22 | 35 | −13  |                  |
| 9    | San Carlos F.C.       | 12   | 16 | 3  | 3 | 10 | 13 | 29 | −16  | Último lugar     |

Actualizado a los partidos jugados el fecha desconocida.
 Fuente: Liga de Ascenso

#### Grupo B
| Pos. | Equipo                    | Pts. | PJ | G  | E | P  | GF | GC | Dif. | Clasificación    |
| ---- | ------------------------- | ---- | -- | -- | - | -- | -- | -- | ---- | ---------------- |
| 1    | Guadalupe F.C             | 35   | 16 | 11 | 2 | 3  | 35 | 17 | +18  | Cuartos de final |
| 2    | C. S. Uruguay de Coronado | 28   | 16 | 8  | 4 | 4  | 23 | 21 | +2   | Cuartos de final |
| 3    | A. D. Cariari             | 26   | 16 | 7  | 5 | 4  | 27 | 19 | +8   | Cuartos de final |
| 4    | Escorpiones de Belén      | 25   | 16 | 8  | 1 | 7  | 32 | 25 | +7   | Cuartos de final |
| 5    | Aserrí F. C.              | 22   | 16 | 6  | 4 | 6  | 13 | 16 | −3   |                  |
| 6    | Limón Black Star          | 21   | 16 | 5  | 6 | 5  | 18 | 23 | −5   |                  |
| 7    | Municipal Turrialba       | 20   | 16 | 5  | 5 | 6  | 22 | 24 | −2   |                  |
| 8    | PFA Antioquia             | 13   | 16 | 3  | 4 | 9  | 11 | 25 | −14  |                  |
| 9    | Fútbol Consultants        | 9    | 16 | 2  | 3 | 11 | 11 | 22 | −11  | Último lugar     |

Actualizado a los partidos jugados el fecha desconocida.
 Fuente: Liga de Ascenso

### Evolución de la clasificación
| Jornada                   | 1 | 2 | 3 | 4 | 5 | 6 | 7 | 8 | 9 | 10 | 11 | 12 | 13 | 14 | 15 | 16 | 17 | 18 |
| Equipo                    |   |   |   |   |   |   |   |   |   |    |    |    |    |    |    |    |    |    |
| ------------------------- | - | - | - | - | - | - | - | - | - | -- | -- | -- | -- | -- | -- | -- | -- | -- |
| Grupo A                   |   |   |   |   |   |   |   |   |   |    |    |    |    |    |    |    |    |    |
| Jicaral                   | 4 | 2 | 2 | 2 | 2 | 3 | 5 | 3 | 1 | 2  | 1  | 1  | 1  | 1  | 1  | 1  | 1  | 1  |
| Inter de San Carlos       | 9 | 9 | 5 | 5 | 6 | 4 | 3 | 2 | 3 | 1  | 3  | 2  | 2  | 3  | 2  | 2  | 2  | 2  |
| Quepos Cambute            | 2 | 1 | 1 | 3 | 3 | 2 | 2 | 4 | 5 | 5  | 4  | 4  | 3  | 4  | 4  | 4  | 4  | 3  |
| A. D. Sarchí              | 1 | 3 | 3 | 1 | 1 | 1 | 1 | 1 | 2 | 4  | 2  | 3  | 4* | 2  | 3  | 3  | 3  | 4  |
| A. D. Carmelita           | 3 | 4 | 4 | 4 | 4 | 5 | 4 | 5 | 4 | 3  | 5  | 5  | 5* | 5  | 5  | 5  | 5  | 5  |
| Municipal Grecia          | 7 | 6 | 6 | 7 | 5 | 6 | 6 | 6 | 6 | 6  | 6* | 6* | 6* | 6* | 6* | 6  | 6  | 6  |
| A. D. COFUTPA             | 6 | 7 | 8 | 6 | 7 | 7 | 7 | 7 | 7 | 7  | 7  | 7  | 7  | 7  | 7  | 8  | 7  | 7  |
| Deportivo Upala F.C.      | 5 | 5 | 7 | 8 | 8 | 8 | 8 | 8 | 8 | 8  | 8* | 8* | 8* | 9* | 9* | 9  | 9  | 8  |
| San Carlos F.C.           | 8 | 8 | 9 | 9 | 9 | 9 | 9 | 9 | 9 | 9  | 9  | 9  | 9  | 8  | 8  | 7  | 8  | 9  |
| Grupo B                   |   |   |   |   |   |   |   |   |   |    |    |    |    |    |    |    |    |    |
| Guadalupe F.C             | 2 | 1 | 1 | 1 | 1 | 1 | 1 | 1 | 1 | 1  | 1  | 1  | 1  | 1  | 1  | 1  | 1  | 1  |
| C. S. Uruguay de Coronado | 7 | 3 | 3 | 4 | 4 | 3 | 3 | 3 | 3 | 3  | 3  | 2  | 2  | 2  | 2  | 2  | 3  | 2  |
| A. D. Cariari             | 5 | 6 | 5 | 7 | 7 | 8 | 6 | 6 | 4 | 4  | 4  | 3  | 3  | 3  | 3  | 3  | 4  | 3  |
| Escorpiones de Belén      | 1 | 4 | 2 | 3 | 2 | 2 | 2 | 2 | 2 | 2* | 2* | 4* | 4* | 4* | 4* | 6* | 2  | 4  |
| Aserrí F. C.              | 3 | 7 | 8 | 5 | 5 | 5 | 5 | 5 | 6 | 6  | 5  | 5  | 6  | 6  | 5  | 4  | 5  | 5  |
| Limón Black Star          | 9 | 8 | 7 | 8 | 8 | 6 | 7 | 7 | 7 | 8* | 7* | 8* | 8* | 7* | 7* | 7* | 7  | 6  |
| Municipal Turrialba       | 4 | 2 | 4 | 6 | 6 | 7 | 8 | 8 | 8 | 7  | 8  | 6  | 5  | 5  | 6  | 5  | 6  | 7  |
| PFA Antioquia             | 6 | 5 | 6 | 2 | 3 | 4 | 4 | 4 | 5 | 6  | 6  | 7  | 7  | 8  | 8  | 8  | 8  | 8  |
| Fútbol Consultants        | 8 | 9 | 9 | 9 | 9 | 9 | 9 | 9 | 9 | 9  | 9  | 9  | 9  | 9  | 9  | 9  | 9  | 9  |

(*) Tienen juegos pendientes

## Resultados
- Los horarios corresponden al tiempo de Costa Rica (UTC-6).

| Jornada 1                               | Jornada 1 | Jornada 1           | Jornada 1               | Jornada 1   | Jornada 1 | Jornada 1   | Jornada 1 |
| Local                                   | Resultado | Visitante           | Estadio                 | Fecha       | Hora      | Transmisión |           |
| Grupo A                                 | Grupo A   | Grupo A             | Grupo A                 | Grupo A     | Grupo A   | Grupo A     | Grupo A   |
| --------------------------------------- | --------- | ------------------- | ----------------------- | ----------- | --------- | ----------- | --------- |
| A. D. Carmelita                         | 2 - 1     | Municipal Grecia    | Rafael Bolaños          | 2 de agosto | 14:00     |             |           |
| A. D. Sarchí                            | 3 - 0     | Inter de San Carlos | Ernesto Rohrmoser       | 3 de agosto | 20:00     |             |           |
| Quepos Cambute                          | 2 - 0     | San Carlos F.C.     | Finca Damas             | 4 de agosto | 11:00     |             |           |
| Jicaral                                 | 2 - 1     | A. D. COFUTPA       | Asoc. Cívica Jicaraleña | 4 de agosto | 11:00     |             |           |
| Equipo libre: Deportivo Upala           |           |                     |                         |             |           |             |           |
| Grupo B                                 |           |                     |                         |             |           |             |           |
| Fútbol Consultants                      | 1 - 2     | Guadalupe F.C       | "Coyella" Fonseca       | 2 de agosto | 20:00     |             |           |
| Escorpiones de Belén                    | 5 - 1     | Limón Black Star    | Polideportivo de Belén  | 3 de agosto | 19:00     |             |           |
| Aserrí F. C.                            | 2 - 2     | Municipal Turrialba | Municipal de Aserrí     | 4 de agosto | 11:15     |             |           |
| PFA Antioquia                           | 1 - 1     | A. D. Cariari       | "Coyella" Fonseca       | 5 de agosto | 19:00     |             |           |
| Equipo libre: C. S. Uruguay de Coronado |           |                     |                         |             |           |             |           |
| Total de goles:26                       |           |                     |                         |             |           |             |           |

| Jornada 2                        | Jornada 2 | Jornada 2            | Jornada 2          | Jornada 2    | Jornada 2 | Jornada 2   | Jornada 2 |
| Local                            | Resultado | Visitante            | Estadio            | Fecha        | Hora      | Transmisión |           |
| Grupo A                          | Grupo A   | Grupo A              | Grupo A            | Grupo A      | Grupo A   | Grupo A     | Grupo A   |
| -------------------------------- | --------- | -------------------- | ------------------ | ------------ | --------- | ----------- | --------- |
| Municipal Grecia                 | 1 - 1     | Deportivo Upala      | Rafael Bolaños     | 9 de agosto  | 14:00     |             |           |
| A. D. Carmelita                  | 0 - 1     | Quepos Cambute       | Rafael Bolaños     | 10 de agosto | 14:30     |             |           |
| San Carlos F.C.                  | 0 - 1     | Jicaral              | Municipal de Pital | 11 de agosto | 11:00     |             |           |
| A. D. COFUTPA                    | 1 - 1     | A. D. Sarchí         | "Palmareño" Solís  | 11 de agosto | 15:00     |             |           |
| Equipo libre:Inter de San Carlos |           |                      |                    |              |           |             |           |
| Grupo B                          |           |                      |                    |              |           |             |           |
| C. S. Uruguay de Coronado        | 2 - 0     | Aserrí F. C.         | "Coyella" Fonseca  | 10 de agosto | 15.00     |             |           |
| Municipal Turrialba              | 1 - 0     | Fútbol Consultants   | Rafael A. Camacho  | 10 de agosto | 18:00     |             |           |
| Limón Black Star                 | 1 - 1     | PFA Antioquia        | Ebal Rodríguez     | 11 de agosto | 14:00     |             |           |
| Guadalupe F.C                    | 4 - 1     | Escorpiones de Belén | "Coyella" Fonseca  | 12 de agosto | 19:00     |             |           |
| Equipo libre: A. D. Cariari      |           |                      |                    |              |           |             |           |
| Total de goles:16                |           |                      |                    |              |           |             |           |

| Jornada 3                     | Jornada 3 | Jornada 3                 | Jornada 3               | Jornada 3    | Jornada 3 | Jornada 3   | Jornada 3 |
| Local                         | Resultado | Visitante                 | Estadio                 | Fecha        | Hora      | Transmisión |           |
| Grupo A                       | Grupo A   | Grupo A                   | Grupo A                 | Grupo A      | Grupo A   | Grupo A     | Grupo A   |
| ----------------------------- | --------- | ------------------------- | ----------------------- | ------------ | --------- | ----------- | --------- |
| Inter de San Carlos           | 1 - 0     | A. D. COFUTPA             | Municipal de Pital      | 17 de agosto | 14:00     |             |           |
| Quepos Cambute                | 1 - 0     | Deportivo Upala           | Finca Damas             | 18 de agosto | 11:00     |             |           |
| Jicaral                       | 2 - 2     | A. D. Carmelita           | Asoc. Cívica Jicaraleña | 18 de agosto | 11:00     |             |           |
| A. D. Sarchí                  | 4 - 0     | San Carlos F.C.           | Eliécer Pérez           | 18 de agosto | 11:15     |             |           |
| Equipo libre:Municipal Grecia |           |                           |                         |              |           |             |           |
| Grupo B                       |           |                           |                         |              |           |             |           |
| Fútbol Consultants            | 1 - 3     | C. S. Uruguay de Coronado | "Coyella" Fonseca       | 16 de agosto | 20:00     |             |           |
| Escorpiones de Belén          | 3 - 0     | Municipal Turrialba       | Polideportivo de Belén  | 17 de agosto | 18:00     |             |           |
| A. D. Cariari                 | 1 - 1     | Limón Black Star          | Comunal de Cariari      | 18 de agosto | 14:00     |             |           |
| PFA Antioquia                 | 1 - 3     | Guadalupe F.C             | "Coyella" Fonseca       | 19 de agosto | 19:00     |             |           |
| Equipo libre:Aserrí F. C.     |           |                           |                         |              |           |             |           |
| Total de goles:23             |           |                           |                         |              |           |             |           |

| Jornada 4                     | Jornada 4 | Jornada 4            | Jornada 4           | Jornada 4    | Jornada 4 | Jornada 4   | Jornada 4 |
| Local                         | Resultado | Visitante            | Estadio             | Fecha        | Hora      | Transmisión |           |
| Grupo A                       | Grupo A   | Grupo A              | Grupo A             | Grupo A      | Grupo A   | Grupo A     | Grupo A   |
| ----------------------------- | --------- | -------------------- | ------------------- | ------------ | --------- | ----------- | --------- |
| San Carlos F.C.               | 1 - 2     | Inter de San Carlos  | Municipal de Pital  | 21 de agosto | 14:00     |             |           |
| A. D. Carmelita               | 2 - 2     | A. D. Sarchí         | Rafael Bolaños      | 21 de agosto | 14:00     |             |           |
| Deportivo Upala               | 0 - 2     | Jicaral              | Edgardo Baltodano   | 22 de agosto | 11:00     |             |           |
| Municipal Grecia              | 2 - 1     | Quepos Cambute       | Rafael Bolaños      | 28 de agosto | 14:00     |             |           |
| Equipo libre: A. D. COFUTPA   |           |                      |                     |              |           |             |           |
| Grupo B                       |           |                      |                     |              |           |             |           |
| Aserrí F. C.                  | 1 - 0     | Fútbol Consultants   | Municipal de Aserrí | 21 de agosto | 19:00     |             |           |
| Municipal Turrialba           | 0 - 2     | PFA Antioquia        | Rafael A. Camacho   | 22 de agosto | 19:00     |             |           |
| Guadalupe F.C                 | 3 - 0     | A. D. Cariari        | "Coyella" Fonseca   | 28 de agosto | 19:00     |             |           |
| C. S. Uruguay de Coronado     | 0 - 1     | Escorpiones de Belén | "Coyella" Fonseca   | 29 de agosto | 19:00     |             |           |
| Equipo libre:Limón Black Star |           |                      |                     |              |           |             |           |
| Total de goles:19             |           |                      |                     |              |           |             |           |

| Jornada 5                        | Jornada 5 | Jornada 5                 | Jornada 5               | Jornada 5    | Jornada 5 | Jornada 5   | Jornada 5 |
| Local                            | Resultado | Visitante                 | Estadio                 | Fecha        | Hora      | Transmisión |           |
| Grupo A                          | Grupo A   | Grupo A                   | Grupo A                 | Grupo A      | Grupo A   | Grupo A     | Grupo A   |
| -------------------------------- | --------- | ------------------------- | ----------------------- | ------------ | --------- | ----------- | --------- |
| Inter de San Carlos              | 1 - 3     | A. D. Carmelita           | Pital                   | 25 de agosto | 11:00     |             |           |
| Jicaral                          | 1 - 2     | Municipal Grecia          | Asoc. Cívica Jicaraleña | 25 de agosto | 11:00     |             |           |
| A. D. Sarchí                     | 3 - 2     | Deportivo Upala           | Eliécer Pérez           | 25 de agosto | 11:15     |             |           |
| A. D. COFUTPA                    | 4 - 0     | San Carlos F.C.           | "Palmareño" Solís       | 26 de agosto | 14:00     |             |           |
| Equipo libre:Quepos Cambute      |           |                           |                         |              |           |             |           |
| Grupo B                          |           |                           |                         |              |           |             |           |
| Escorpiones de Belén             | 1 - 1     | Aserrí F. C.              | Polideportivo de Belén  | 24 de agosto | 18:00     |             |           |
| Limón Black Star                 | 0 - 0     | Guadalupe F.C             | Ebal Rodríguez          | 25 de agosto | 14:00     |             |           |
| A. D. Cariari                    | 0 - 0     | Municipal Turrialba       | Comunal de Cariari      | 25 de agosto | 14:00     |             |           |
| PFA Antioquia                    | 2 - 0     | C. S. Uruguay de Coronado | "Coyella" Fonseca       | 26 de agosto | 19:00     |             |           |
| Equipo libre: Fútbol Consultants |           |                           |                         |              |           |             |           |
| Total de goles:20                |           |                           |                         |              |           |             |           |

| Jornada 6                    | Jornada 6 | Jornada 6            | Jornada 6           | Jornada 6      | Jornada 6 | Jornada 6   | Jornada 6 |
| Local                        | Resultado | Visitante            | Estadio             | Fecha          | Hora      | Transmisión |           |
| Grupo A                      | Grupo A   | Grupo A              | Grupo A             | Grupo A        | Grupo A   | Grupo A     | Grupo A   |
| ---------------------------- | --------- | -------------------- | ------------------- | -------------- | --------- | ----------- | --------- |
| A. D. Carmelita              | 1 - 1     | A. D. COFUTPA        | Rafael Bolaños      | 30 de agosto   | 14:00     |             |           |
| A. D. Sarchí                 | 4 - 1     | Municipal Grecia     | Eliécer Pérez       | 1 de setiembre | 11:00     |             |           |
| Quepos Cambute               | 2 - 0     | Jicaral              | Finca Damas         | 1 de setiembre | 13:00     |             |           |
| Deportivo Upala              | 2 - 7     | Inter de San Carlos  | Edgardo Baltodano   | 1 de setiembre | 13:00     |             |           |
| Equipo libre:San Carlos F.C. |           |                      |                     |                |           |             |           |
| Grupo B                      |           |                      |                     |                |           |             |           |
| Municipal Turrialba          | 0 - 2     | Limón Black Star     | Rafael A. Camacho   | 30 de agosto   | 19:00     |             |           |
| Aserrí F. C.                 | 1 - 0     | PFA Antioquia        | Municipal de Aserrí | 1 de setiembre | 11:15     |             |           |
| Fútbol Consultants           | 0 - 1     | Escorpiones de Belén | "Coyella" Fonseca   | 1 de setiembre | 13:05     |             |           |
| C. S. Uruguay de Coronado    | 3 - 2     | A. D. Cariari        | "Coyella" Fonseca   | 1 de setiembre | 18:00     |             |           |
| Equipo libre:Guadalupe F.C   |           |                      |                     |                |           |             |           |
| Total de goles:27            |           |                      |                     |                |           |             |           |

| Jornada 7                         | Jornada 7 | Jornada 7                 | Jornada 7         | Jornada 7       | Jornada 7 | Jornada 7   | Jornada 7 |
| Local                             | Resultado | Visitante                 | Estadio           | Fecha           | Hora      | Transmisión |           |
| Grupo A                           | Grupo A   | Grupo A                   | Grupo A           | Grupo A         | Grupo A   | Grupo A     | Grupo A   |
| --------------------------------- | --------- | ------------------------- | ----------------- | --------------- | --------- | ----------- | --------- |
| A. D. Sarchí                      | 1 - 1     | Quepos Cambute            | Eliécer Pérez     | 4 de setiembre  | 11:00     |             |           |
| Inter de San Carlos               | 3 - 1     | Municipal Grecia          | Estadio de Pital  | 4 de setiembre  | 14:00     |             |           |
| A. D. COFUTPA                     | 2 - 2     | Deportivo Upala           | Rafael Bolaños    | 4 de setiembre  | 14:00     |             |           |
| San Carlos F.C.                   | 0 - 2     | A. D. Carmelita           | Carlos Ugalde     | 4 de setiembre  | 19:00     |             |           |
| Equipo libre: Jicaral             |           |                           |                   |                 |           |             |           |
| Grupo B                           |           |                           |                   |                 |           |             |           |
| A. D. Cariari                     | 2 - 0     | Aserrí F. C.              | Bernardo Veach    | 4 de setiembre  | 14:00     |             |           |
| Limón Black Star                  | 1 - 2     | C. S. Uruguay de Coronado | Ebal Rodríguez    | 4 de setiembre  | 14:00     |             |           |
| PFA Antioquia                     | 1 - 0     | Fútbol Consultants        | "Coyella" Fonseca | 4 de setiembre  | 19:00     |             |           |
| Guadalupe F.C                     | 2 - 0     | Municipal Turrialba       | "Coyella" Fonseca | 11 de setiembre | 19:00     |             |           |
| Equipo libre:Escorpiones de Belén |           |                           |                   |                 |           |             |           |
| Total de goles:20                 |           |                           |                   |                 |           |             |           |

| Jornada 8                         | Jornada 8 | Jornada 8           | Jornada 8               | Jornada 8      | Jornada 8 | Jornada 8   | Jornada 8 |
| Local                             | Resultado | Visitante           | Estadio                 | Fecha          | Hora      | Transmisión |           |
| Grupo A                           | Grupo A   | Grupo A             | Grupo A                 | Grupo A        | Grupo A   | Grupo A     | Grupo A   |
| --------------------------------- | --------- | ------------------- | ----------------------- | -------------- | --------- | ----------- | --------- |
| Municipal Grecia                  | 1 - 1     | A. D. COFUTPA       | Rafael Bolaños          | 7 de setiembre | 14:00     |             |           |
| Deportivo Upala                   | 2 - 1     | San Carlos F.C.     | Edgardo Baltodano       | 8 de setiembre | 11:00     |             |           |
| Quepos Cambute                    | 0 - 4     | Inter de San Carlos | Finca Damas             | 8 de setiembre | 11:00     |             |           |
| Jicaral                           | 3 - 1     | A. D. Sarchí        | Asoc. Cívica Jicaraleña | 8 de setiembre | 11:00     |             |           |
| Equipo libre:A. D. Carmelita      |           |                     |                         |                |           |             |           |
| Grupo B                           |           |                     |                         |                |           |             |           |
| Fútbol Consultants                | 0 - 1     | A. D. Cariari       | "Coyella" Fonseca       | 7 de setiembre | 16:00     |             |           |
| Escorpiones de Belén              | 3 - 1     | PFA Antioquia       | Polideportivo de Belén  | 7 de setiembre | 19:00     |             |           |
| Aserrí F. C.                      | 1 - 0     | Limón Black Star    | Municipal de Aserrí     | 8 de setiembre | 11:15     |             |           |
| C. S. Uruguay de Coronado         | 1 - 4     | Guadalupe F.C       | "Coyella" Fonseca       | 8 de setiembre | 15:00     |             |           |
| Equipo libre: Municipal Turrialba |           |                     |                         |                |           |             |           |
| Total de goles:24                 |           |                     |                         |                |           |             |           |

| Jornada 9                  | Jornada 9 | Jornada 9                 | Jornada 9         | Jornada 9       | Jornada 9 | Jornada 9   | Jornada 9 |
| Local                      | Resultado | Visitante                 | Estadio           | Fecha           | Hora      | Transmisión |           |
| Grupo A                    | Grupo A   | Grupo A                   | Grupo A           | Grupo A         | Grupo A   | Grupo A     | Grupo A   |
| -------------------------- | --------- | ------------------------- | ----------------- | --------------- | --------- | ----------- | --------- |
| A. D. Carmelita            | 1 - 0     | Deportivo Upala           | Rafael Bolaños    | 13 de setiembre | 14:00     |             |           |
| Inter de San Carlos        | 0 - 1     | Jicaral                   | Estadio de Pital  | 14 de setiembre | 13:00     |             |           |
| San Carlos F.C.            | 1 - 2     | Municipal Grecia          | Carlos Ugalde     | 14 de setiembre | 20:00     |             |           |
| A. D. COFUTPA              | 1 - 1     | Quepos Cambute            | "Palmareño" Solís | 15 de setiembre | 14:00     |             |           |
| Equipo libre: A. D. Sarchí |           |                           |                   |                 |           |             |           |
| Grupo B                    |           |                           |                   |                 |           |             |           |
| Guadalupe F.C              | 3 - 2     | Aserrí F. C.              | "Coyella" Fonseca | 14 de setiembre | 20:00     |             |           |
| A. D. Cariari              | 2 - 1     | Escorpiones de Belén      | Bernardo Veach    | 15 de setiembre | 14:00     |             |           |
| Limón Black Star           | 1 - 1     | Fútbol Consultants        | Ebal Rodríguez    | 15 de setiembre | 14:00     |             |           |
| Municipal Turrialba        | 0 - 2     | C. S. Uruguay de Coronado | Rafael A. Camacho | 16 de setiembre | 19:00     |             |           |
| Equipo libre:PFA Antioquia |           |                           |                   |                 |           |             |           |
| Total de goles:19          |           |                           |                   |                 |           |             |           |

| Jornada 10                                                                       | Jornada 10 | Jornada 10           | Jornada 10        | Jornada 10      | Jornada 10 | Jornada 10  | Jornada 10 |
| Local                                                                            | Resultado  | Visitante            | Estadio           | Fecha           | Hora       | Transmisión |            |
| Grupo A                                                                          | Grupo A    | Grupo A              | Grupo A           | Grupo A         | Grupo A    | Grupo A     | Grupo A    |
| -------------------------------------------------------------------------------- | ---------- | -------------------- | ----------------- | --------------- | ---------- | ----------- | ---------- |
| Municipal Grecia                                                                 | 1 - 1      | A. D. Carmelita      | Rafael Bolaños    | 18 de Setiembre | 14:00      |             |            |
| San Carlos F.C.                                                                  | 0 - 0      | Quepos Cambute       | Carlos Ugalde     | 18 de Setiembre | 15:00      |             |            |
| A. D. COFUTPA                                                                    | 1 - 1      | Jicaral              | "Palmareño" Solís | 18 de Setiembre | 20:00      |             |            |
| Inter de San Carlos                                                              | 3 - 1      | A. D. Sarchí         | Estadio de Pital  | 19 de Setiembre | 13:00      |             |            |
| Equipo libre: Deportivo Upala                                                    |            |                      |                   |                 |            |             |            |
| Grupo B                                                                          |            |                      |                   |                 |            |             |            |
| A. D. Cariari                                                                    | 2 - 0      | PFA Antioquia        | Bernardo Veach    | 18 de Setiembre | 14:00      |             |            |
| Guadalupe F.C                                                                    | 2 - 0      | Fútbol Consultants   | "Coyella" Fonseca | 18 de Setiembre | 18:00      |             |            |
| Municipal Turrialba                                                              | 2 - 1      | Aserrí F. C.         | Rafael A. Camacho | 19 de Setiembre | 19:00      |             |            |
| Limón Black Star                                                                 | 0 - 3(*)   | Escorpiones de Belén | Ebal Rodríguez    | 23 de octubre   | Hora       |             |            |
| Equipo libre: C. S. Uruguay de Coronado                                          |            |                      |                   |                 |            |             |            |
| Total de goles:15 (*) Se le otorgan los puntos por incumplimiento de competición |            |                      |                   |                 |            |             |            |

| Jornada 11                       | Jornada 11 | Jornada 11                | Jornada 11              | Jornada 11      | Jornada 11 | Jornada 11  | Jornada 11 |
| Local                            | Resultado  | Visitante                 | Estadio                 | Fecha           | Hora       | Transmisión |            |
| Grupo A                          | Grupo A    | Grupo A                   | Grupo A                 | Grupo A         | Grupo A    | Grupo A     | Grupo A    |
| -------------------------------- | ---------- | ------------------------- | ----------------------- | --------------- | ---------- | ----------- | ---------- |
| Quepos Cambute                   | 4 - 1      | A. D. Carmelita           | Finca Damas             | 22 de Setiembre | 11:00      |             |            |
| A. D. Sarchí                     | 4 - 0      | A. D. COFUTPA             | Eliécer Pérez           | 22 de Setiembre | 11:00      |             |            |
| Jicaral                          | 3 - 0      | San Carlos F.C.           | Asoc. Cívica Jicaraleña | 22 de Setiembre | 13:00      |             |            |
| Deportivo Upala                  | 4 - 2      | Municipal Grecia          | "Lito" Pérez            | 23 de octubre   | 11:00      |             |            |
| Equipo libre:Inter de San Carlos |            |                           |                         |                 |            |             |            |
| Grupo B                          |            |                           |                         |                 |            |             |            |
| Escorpiones de Belén             | 1 - 2      | Guadalupe F.C             | Polideportivo de Belén  | 21 de Setiembre | 18:00      |             |            |
| Aserrí F. C.                     | 0 - 0      | C. S. Uruguay de Coronado | Arabelo Fallas          | 22 de Setiembre | 11:15      |             |            |
| Fútbol Consultants               | 2 - 2      | Municipal Turrialba       | "Coyella" Fonseca       | 22 de Setiembre | 13:05      |             |            |
| PFA Antioquia                    | 0 - 3      | Limón Black Star          | "Coyella" Fonseca       | 23 de Setiembre | 19:00      |             |            |
| Equipo libre:A. D. Cariari       |            |                           |                         |                 |            |             |            |
| Total de goles:                  |            |                           |                         |                 |            |             |            |

| Jornada 12                    | Jornada 12 | Jornada 12           | Jornada 12        | Jornada 12      | Jornada 12 | Jornada 12  | Jornada 12 |
| Local                         | Resultado  | Visitante            | Estadio           | Fecha           | Hora       | Transmisión |            |
| Grupo A                       | Grupo A    | Grupo A              | Grupo A           | Grupo A         | Grupo A    | Grupo A     | Grupo A    |
| ----------------------------- | ---------- | -------------------- | ----------------- | --------------- | ---------- | ----------- | ---------- |
| A. D. Carmelita               | 1 - 2      | Jicaral              | Rafael Bolaños    | 27 de Setiembre | 14:00      |             |            |
| A. D. COFUTPA                 | 1 - 2      | Inter de San Carlos  | "Palmareño" Solís | 28 de Setiembre | 18:00      |             |            |
| San Carlos F.C.               | 0 - 0      | A. D. Sarchí         | Carlos Ugalde     | 28 de Setiembre | 19:00      |             |            |
| Deportivo Upala               | 1 - 1      | Quepos Cambute       | Edgardo Baltodano | 29 de Setiembre | 16:00      |             |            |
| Equipo libre:Municipal Grecia |            |                      |                   |                 |            |             |            |
| Grupo B                       |            |                      |                   |                 |            |             |            |
| Municipal Turrialba           | 2 - 0      | Escorpiones de Belén | Rafael A. Camacho | 27 de Setiembre | 19:00      |             |            |
| Guadalupe F.C                 | 4 - 0      | PFA Antioquia        | "Coyella" Fonseca | 28 de Setiembre | 19:00      |             |            |
| C. S. Uruguay de Coronado     | 2 - 1      | Fútbol Consultants   | "Coyella" Fonseca | 29 de Setiembre | 14:00      |             |            |
| Limón Black Star              | 0 - 5      | A. D. Cariari        | Ebal Rodríguez    | 29 de Setiembre | 13:00      |             |            |
| Equipo libre: Aserrí F. C.    |            |                      |                   |                 |            |             |            |
| Total de goles:22             |            |                      |                   |                 |            |             |            |

| Jornada 13                    | Jornada 13 | Jornada 13                | Jornada 13              | Jornada 13   | Jornada 13 | Jornada 13  | Jornada 13 |
| Local                         | Resultado  | Visitante                 | Estadio                 | Fecha        | Hora       | Transmisión |            |
| Grupo A                       | Grupo A    | Grupo A                   | Grupo A                 | Grupo A      | Grupo A    | Grupo A     | Grupo A    |
| ----------------------------- | ---------- | ------------------------- | ----------------------- | ------------ | ---------- | ----------- | ---------- |
| Inter de San Carlos           | 2 - 3      | San Carlos F.C.           | Estadio de Pital        | 2 de octubre | 11:00      |             |            |
| Jicaral                       | 2 - 1      | Deportivo Upala           | Asoc. Cívica Jicaraleña | 2 de octubre | 11:00      |             |            |
| Quepos Cambute                | 0 - 0      | Municipal Grecia          | Finca Damas             | 2 de octubre | 13:00      |             |            |
| A. D. Sarchí                  | 1 - 0      | A. D. Carmelita           | Eliécer Pérez           | 9 de octubre | 11:00      |             |            |
| Equipo libre: A. D. COFUTPA   |            |                           |                         |              |            |             |            |
| Grupo B                       |            |                           |                         |              |            |             |            |
| A. D. Cariari                 | 3 - 1      | Guadalupe F.C             | Bernardo Veach          | 2 de octubre | 14:00      |             |            |
| Escorpiones de Belén          | 2 - 3      | C. S. Uruguay de Coronado | Polideportivo de Belén  | 2 de octubre | 18:00      |             |            |
| PFA Antioquia                 | 0 - 2      | Municipal Turrialba       | "Coyella" Fonseca       | 2 de octubre | 19:00      |             |            |
| Fútbol Consultants            | 2 - 0      | Aserrí F. C.              | "Coyella" Fonseca       | 3 de octubre | 20:00      |             |            |
| Equipo libre:Limón Black Star |            |                           |                         |              |            |             |            |
| Total de goles:22             |            |                           |                         |              |            |             |            |

| Jornada 14                      | Jornada 14 | Jornada 14           | Jornada 14        | Jornada 14   | Jornada 14 | Jornada 14  | Jornada 14 |
| Local                           | Resultado  | Visitante            | Estadio           | Fecha        | Hora       | Transmisión |            |
| Grupo A                         | Grupo A    | Grupo A              | Grupo A           | Grupo A      | Grupo A    | Grupo A     | Grupo A    |
| ------------------------------- | ---------- | -------------------- | ----------------- | ------------ | ---------- | ----------- | ---------- |
| A. D. Carmelita                 | 1 - 4      | Inter de San Carlos  | Rafael Bolaños    | 5 de octubre | 14:00      |             |            |
| Deportivo Upala                 | 1 - 4      | A. D. Sarchí         | Edgardo Baltodano | 6 de octubre | 11:00      |             |            |
| Municipal Grecia                | 1 - 2      | Jicaral              | Rafael Bolaños    | 6 de octubre | 13:00      |             |            |
| San Carlos F.C.                 | 2 - 1      | A. D. COFUTPA        | Carlos Ugalde     | 6 de octubre | 14:00      |             |            |
| Equipo libre:Quepos Cambute     |            |                      |                   |              |            |             |            |
| Grupo B                         |            |                      |                   |              |            |             |            |
| Municipal Turrialba             | 2 - 2      | A. D. Cariari        | Rafael A. Camacho | 5 de octubre | 19:00      |             |            |
| Guadalupe F.C                   | 1 - 2      | Limón Black Star     | "Coyella" Fonseca | 5 de octubre | 20:00      |             |            |
| Aserrí F. C.                    | 1 - 0      | Escorpiones de Belén | Arabelo Fallas    | 6 de octubre | 11:15      |             |            |
| C. S. Uruguay de Coronado       | 1 - 1      | PFA Antioquia        | "Coyella" Fonseca | 7 de octubre | 19:00      |             |            |
| Equipo libre:Fútbol Consultants |            |                      |                   |              |            |             |            |
| Total de goles:26               |            |                      |                   |              |            |             |            |

| Jornada 15                   | Jornada 15 | Jornada 15                | Jornada 15              | Jornada 15    | Jornada 15 | Jornada 15  | Jornada 15 |
| Local                        | Resultado  | Visitante                 | Estadio                 | Fecha         | Hora       | Transmisión |            |
| Grupo A                      | Grupo A    | Grupo A                   | Grupo A                 | Grupo A       | Grupo A    | Grupo A     | Grupo A    |
| ---------------------------- | ---------- | ------------------------- | ----------------------- | ------------- | ---------- | ----------- | ---------- |
| Inter de San Carlos          | 2 - 0      | Deportivo Upala           | Estadio de Pital        | 12 de octubre | 13:00      |             |            |
| A. D. COFUTPA                | 3 - 3      | A. D. Carmelita           | "Palmareño" Solís       | 12 de octubre | 20:00      |             |            |
| Jicaral                      | 4 - 1      | Quepos Cambute            | Asoc. Cívica Jicaraleña | 13 de octubre | 13:00      |             |            |
| Municipal Grecia             | 1 - 1      | A. D. Sarchí              | Rafael Bolaños          | 13 de octubre | 14:00      |             |            |
| Equipo libre:San Carlos F.C. |            |                           |                         |               |            |             |            |
| Grupo B                      |            |                           |                         |               |            |             |            |
| PFA Antioquia                | 0 - 1      | Aserrí F. C.              | "Coyella" Fonseca       | 12 de octubre | 19:00      |             |            |
| Limón Black Star             | 2 - 2      | Municipal Turrialba       | Ebal Rodríguez          | 12 de octubre | 19:00      |             |            |
| A. D. Cariari                | 0 - 0      | C. S. Uruguay de Coronado | Bernardo Veach          | 13 de octubre | 14:00      |             |            |
| Escorpiones de Belén         | 3 - 2      | Fútbol Consultants        | Polideportivo de Belén  | 14 de octubre | 19:00      |             |            |
| Equipo libre:Guadalupe F.C   |            |                           |                         |               |            |             |            |
| Total de goles:25            |            |                           |                         |               |            |             |            |

| Jornada 16                         | Jornada 16 | Jornada 16          | Jornada 16        | Jornada 16    | Jornada 16 | Jornada 16  | Jornada 16 |
| Local                              | Resultado  | Visitante           | Estadio           | Fecha         | Hora       | Transmisión |            |
| Grupo A                            | Grupo A    | Grupo A             | Grupo A           | Grupo A       | Grupo A    | Grupo A     | Grupo A    |
| ---------------------------------- | ---------- | ------------------- | ----------------- | ------------- | ---------- | ----------- | ---------- |
| A. D. Carmelita                    | 1 - 3      | San Carlos F.C.     | Rafael Bolaños    | 18 de octubre | 14:00      |             |            |
| Municipal Grecia                   | 0 - 4      | Inter de San Carlos | Rafael Bolaños    | 19 de octubre | 14:00      |             |            |
| Quepos Cambute                     | 1 - 0      | A. D. Sarchí        | Finca Damas       | 20 de octubre | 11:00      |             |            |
| Deportivo Upala                    | 1 - 1      | A. D. COFUTPA       | Edgardo Baltodano | 20 de octubre | 11:00      |             |            |
| Equipo libre:Jicaral               |            |                     |                   |               |            |             |            |
| Grupo B                            |            |                     |                   |               |            |             |            |
| C. S. Uruguay de Coronado          | 1 - 1      | Limón Black Star    | "Coyella" Fonseca | 19 de octubre | 15:00      |             |            |
| Municipal Turrialba                | 5 - 1      | Guadalupe F.C       | Rafael A. Camacho | 19 de octubre | 19:00      |             |            |
| Aserrí F. C.                       | 2 - 1      | A. D. Cariari       | Arabelo Fallas    | 20 de octubre | 11:00      |             |            |
| Fútbol Consultants                 | 0 - 0      | PFA Antioquia       | "Coyella" Fonseca | 21 de octubre | 20:00      |             |            |
| Equipo libre: Escorpiones de Belén |            |                     |                   |               |            |             |            |
| Total de goles:22                  |            |                     |                   |               |            |             |            |

| Jornada 17                       | Jornada 17 | Jornada 17                | Jornada 17        | Jornada 17    | Jornada 17 | Jornada 17  | Jornada 17 |
| Local                            | Resultado  | Visitante                 | Estadio           | Fecha         | Hora       | Transmisión |            |
| Grupo A                          | Grupo A    | Grupo A                   | Grupo A           | Grupo A       | Grupo A    | Grupo A     | Grupo A    |
| -------------------------------- | ---------- | ------------------------- | ----------------- | ------------- | ---------- | ----------- | ---------- |
| A. D. COFUTPA                    | 6 - 2      | Municipal Grecia          | "Palmareño" Solís | 26 de octubre | 20:00      |             |            |
| Inter de San Carlos              | 1 - 1      | Quepos Cambute            | Estadio de Pital  | 27 de octubre | 11:00      |             |            |
| A. D. Sarchí                     | 0 - 1      | Jicaral                   | Eliécer Pérez     | 27 de octubre | 11:00      |             |            |
| San Carlos F.C.                  | 2 - 2      | Deportivo Upala           | Carlos Ugalde     | 28 de octubre | 19:00      |             |            |
| Equipo libre:A. D. Carmelita     |            |                           |                   |               |            |             |            |
| Grupo B                          |            |                           |                   |               |            |             |            |
| Limón Black Star                 | 1 - 0      | Aserrí F. C.              | Ebal Rodríguez    | 26 de octubre | 19:00      |             |            |
| A. D. Cariari                    | 0 - 1      | Fútbol Consultants        | Bernardo Veach    | 27 de octubre | 13:00      |             |            |
| PFA Antioquia                    | 1 - 3      | Escorpiones de Belén      | "Coyella" Fonseca | 27 de octubre | 15:00      |             |            |
| Guadalupe F.C                    | 3 - 0      | C. S. Uruguay de Coronado | "Coyella" Fonseca | 28 de octubre | 19:00      |             |            |
| Equipo libre:Municipal Turrialba |            |                           |                   |               |            |             |            |
| Total de goles:24                |            |                           |                   |               |            |             |            |

| Jornada 18                 | Jornada 18 | Jornada 18          | Jornada 18              | Jornada 18     | Jornada 18 | Jornada 18  | Jornada 18 |
| Local                      | Resultado  | Visitante           | Estadio                 | Fecha          | Hora       | Transmisión |            |
| Grupo A                    | Grupo A    | Grupo A             | Grupo A                 | Grupo A        | Grupo A    | Grupo A     | Grupo A    |
| -------------------------- | ---------- | ------------------- | ----------------------- | -------------- | ---------- | ----------- | ---------- |
| Jicaral                    | 1 - 2      | Inter de San Carlos | Asoc. Cívica Jicaraleña | 3 de Noviembre | 13:00      |             |            |
| Quepos Cambute             | 2 - 1      | A. D. COFUTPA       | Finca Damas             | 3 de Noviembre | 13:00      |             |            |
| Municipal Grecia           | 1 - 0      | San Carlos F.C.     | Rafael Bolaños          | 3 de Noviembre | 13:00      |             |            |
| Deportivo Upala            | 3 - 3      | A. D. Carmelita     | "Lito" Pérez            | 3 de Noviembre | 13:00      |             |            |
| Equipo libre:A. D. Sarchí  |            |                     |                         |                |            |             |            |
| Grupo B                    |            |                     |                         |                |            |             |            |
| Escorpiones de Belén       | 4 - 5      | A. D. Cariari       | Polideportivo de Belén  | 3 de Noviembre | 13:00      |             |            |
| Aserrí F. C.               | 0 - 0      | Guadalupe F.C       | Arabelo Fallas          | 3 de Noviembre | 13:00      |             |            |
| Fútbol Consultants         | 0 - 2      | Limón Black Star    | "Palmareño" Solís       | 3 de Noviembre | 13:00      |             |            |
| C. S. Uruguay de Coronado  | 3 - 2      | Municipal Turrialba | "Coyella" Fonseca       | 3 de Noviembre | 13:00      |             |            |
| Equipo libre:PFA Antioquia |            |                     |                         |                |            |             |            |
| Total de goles:26          |            |                     |                         |                |            |             |            |

## Fase final

### Cuadro de desarrollo
|  | Cuartos de final                                    | Cuartos de final                                    | Cuartos de final                                    | Cuartos de final                                    | Cuartos de final                                    |   |    | Semifinales                                      | Semifinales                                      | Semifinales                                      | Semifinales                                      | Semifinales                                      |  |    | Final                                          | Final                                          | Final                                          | Final                                          | Final                                          |  |
|  | 24 de noviembre (ida) 27 y 28 de noviembre (vuelta) | 24 de noviembre (ida) 27 y 28 de noviembre (vuelta) | 24 de noviembre (ida) 27 y 28 de noviembre (vuelta) | 24 de noviembre (ida) 27 y 28 de noviembre (vuelta) | 24 de noviembre (ida) 27 y 28 de noviembre (vuelta) |   |    | 1 y 3 de diciembre (ida) 8 de diciembre (vuelta) | 1 y 3 de diciembre (ida) 8 de diciembre (vuelta) | 1 y 3 de diciembre (ida) 8 de diciembre (vuelta) | 1 y 3 de diciembre (ida) 8 de diciembre (vuelta) | 1 y 3 de diciembre (ida) 8 de diciembre (vuelta) |  |    | 15 de diciembre (ida) 22 de diciembre (vuelta) | 15 de diciembre (ida) 22 de diciembre (vuelta) | 15 de diciembre (ida) 22 de diciembre (vuelta) | 15 de diciembre (ida) 22 de diciembre (vuelta) | 15 de diciembre (ida) 22 de diciembre (vuelta) |  |
|  |                                                     |                                                     |                                                     |                                                     |                                                     |   |    |                                                  |                                                  |                                                  |                                                  |                                                  |  |    |                                                |                                                |                                                |                                                |                                                |  |
|  |                                                     |                                                     |                                                     |                                                     |                                                     |   |    |                                                  |                                                  |                                                  |                                                  |                                                  |  |    |                                                |                                                |                                                |                                                |                                                |  |
|  | 1°A                                                 | Jicaral                                             | 1                                                   | 2                                                   | 3                                                   |   |    |                                                  |                                                  |                                                  |                                                  |                                                  |  |    |                                                |                                                |                                                |                                                |                                                |  |
|  | 1°A                                                 | Jicaral                                             | 1                                                   | 2                                                   | 3                                                   |   |    |                                                  |                                                  |                                                  |                                                  |                                                  |  |    |                                                |                                                |                                                |                                                |                                                |  |
|  | 4°B                                                 | Escorpiones de Belén                                | 2                                                   | 0                                                   | 2                                                   |   |    |                                                  |                                                  |                                                  |                                                  |                                                  |  |    |                                                |                                                |                                                |                                                |                                                |  |
|  | 4°B                                                 | Escorpiones de Belén                                | 2                                                   | 0                                                   | 2                                                   |   | C1 | Jicaral                                          | 0                                                | 3                                                | 3                                                |                                                  |  |    |                                                |                                                |                                                |                                                |                                                |  |
|  |                                                     |                                                     |                                                     |                                                     |                                                     |   | C1 | Jicaral                                          | 0                                                | 3                                                | 3                                                |                                                  |  |    |                                                |                                                |                                                |                                                |                                                |  |
|  |                                                     |                                                     | C3                                                  | C. S. Uruguay de Coronado                           | 1                                                   | 0 | 1  |                                                  |                                                  |                                                  |                                                  |                                                  |  |    |                                                |                                                |                                                |                                                |                                                |  |
|  | 2°B                                                 | C. S. Uruguay de Coronado                           | C3                                                  | C. S. Uruguay de Coronado                           | 1                                                   | 0 | 1  | 1                                                | 2                                                | 3                                                |                                                  |                                                  |  |    |                                                |                                                |                                                |                                                |                                                |  |
|  | 2°B                                                 | C. S. Uruguay de Coronado                           |                                                     |                                                     |                                                     |   |    |                                                  |                                                  | 3                                                |                                                  |                                                  |  |    |                                                |                                                |                                                |                                                |                                                |  |
|  | 3°A                                                 | Quepos Cambute                                      | 1                                                   | 1                                                   | 2                                                   |   |    |                                                  |                                                  |                                                  |                                                  |                                                  |  |    |                                                |                                                |                                                |                                                |                                                |  |
|  | 3°A                                                 | Quepos Cambute                                      | 1                                                   | 1                                                   | 2                                                   |   |    |                                                  |                                                  |                                                  |                                                  |                                                  |  | F1 | Jicaral                                        | 0                                              | 0                                              | 0                                              |                                                |  |
|  |                                                     |                                                     |                                                     |                                                     |                                                     |   |    |                                                  |                                                  |                                                  |                                                  |                                                  |  | F1 | Jicaral                                        | 0                                              | 0                                              | 0                                              |                                                |  |
|  |                                                     |                                                     | F2                                                  | Guadalupe F.C                                       | 2                                                   | 0 | 2  |                                                  |                                                  |                                                  |                                                  |                                                  |  |    |                                                |                                                |                                                |                                                |                                                |  |
|  | 2°A                                                 | Inter de San Carlos                                 | F2                                                  | Guadalupe F.C                                       | 2                                                   | 0 | 2  | 0                                                | 3                                                | 3                                                |                                                  |                                                  |  |    |                                                |                                                |                                                |                                                |                                                |  |
|  | 2°A                                                 | Inter de San Carlos                                 |                                                     |                                                     |                                                     |   |    |                                                  |                                                  | 3                                                |                                                  |                                                  |  |    |                                                |                                                |                                                |                                                |                                                |  |
|  | 3°B                                                 | A. D. Cariari                                       | 1                                                   | 1                                                   | 2                                                   |   |    |                                                  |                                                  |                                                  |                                                  |                                                  |  |    |                                                |                                                |                                                |                                                |                                                |  |
|  | 3°B                                                 | A. D. Cariari                                       | 1                                                   | 1                                                   | 2                                                   |   | C2 | Inter de San Carlos                              | 1                                                | 1                                                | 2                                                |                                                  |  |    |                                                |                                                |                                                |                                                |                                                |  |
|  |                                                     |                                                     |                                                     |                                                     |                                                     |   | C2 | Inter de San Carlos                              | 1                                                | 1                                                | 2                                                |                                                  |  |    |                                                |                                                |                                                |                                                |                                                |  |
|  |                                                     |                                                     | C4                                                  | Guadalupe F.C                                       | 2                                                   | 2 | 4  |                                                  |                                                  |                                                  |                                                  |                                                  |  |    |                                                |                                                |                                                |                                                |                                                |  |
|  | 1°B                                                 | Guadalupe F.C                                       | C4                                                  | Guadalupe F.C                                       | 2                                                   | 2 | 4  | 1                                                | 1                                                | 2                                                |                                                  |                                                  |  |    |                                                |                                                |                                                |                                                |                                                |  |
|  | 1°B                                                 | Guadalupe F.C                                       |                                                     |                                                     |                                                     |   |    |                                                  |                                                  | 2                                                |                                                  |                                                  |  |    |                                                |                                                |                                                |                                                |                                                |  |
|  | 4°A                                                 | A. D. Sarchí                                        | 0                                                   | 0                                                   | 0                                                   |   |    |                                                  |                                                  |                                                  |                                                  |                                                  |  |    |                                                |                                                |                                                |                                                |                                                |  |
|  | 4°A                                                 | A. D. Sarchí                                        | 0                                                   | 0                                                   | 0                                                   |   |    |                                                  |                                                  |                                                  |                                                  |                                                  |  |    |                                                |                                                |                                                |                                                |                                                |  |
|  |                                                     |                                                     |                                                     |                                                     |                                                     |   |    |                                                  |                                                  |                                                  |                                                  |                                                  |  |    |                                                |                                                |                                                |                                                |                                                |  |

### Cuartos de final

#### Escorpiones vs. Jicaral
| 23 de noviembre de 2024; 18:00 | Escorpiones de Belén                    | 2:1 (1:0) | Jicaral           | Polideportivo de Belén, Belén, Heredia |             |
|                                | Abner Hidalgo 15' · Greivin Fonseca 64' |           | Jairo Arrieta 68' | Árbitro(s):                            | Árbitro(s): |

| 27 de noviembre de 2024;13:00 | Jicaral                                 | 2:0 (t. s.)(Global 3:2) | Escorpiones de Belén | Asoc. Cívica Jicaraleña, Lepanto, Puntarenas |             |
|                               | Jason Prendas 90+2' · Justin Roque 112' |                         |                      | Árbitro(s):                                  | Árbitro(s): |

#### Quepos Cambute vs. C.S. Uruguay
| 24 de noviembre de 2024; 13:30 | Quepos Cambute        | 1:1(0:0) | C. S. Uruguay de Coronado | Finca Damas, Quepos, Puntarenas |             |
|                                | Alexander Jiménez 70' |          | Matthew Bolaños 61'       | Árbitro(s):                     | Árbitro(s): |

| 27 de noviembre de 2024;19:00 | C. S. Uruguay de Coronado             | 2:1(0:0) (Global 3:2) | Quepos Cambute      | "Coyella" Fonseca, Guadalupe, San José |             |
|                               | Jedwin Lester 55' · Freddy Borbón 65' |                       | Aarón Solórzano 76' | Árbitro(s):                            | Árbitro(s): |

#### Inter San Carlos vs. Cariari
| 24 de noviembre de 2024; 13:00 | A. D. Cariari    | 1:0(0:0) | Inter de San Carlos | Bernardo Veach, Cariari, Limón |             |
|                                | Jeremy Gómez 58' |          |                     | Árbitro(s):                    | Árbitro(s): |

| 29 de noviembre de 2024; 13:00 | Inter de San Carlos                        | 3:1(2:1;1:1) (t. s.)(Global 3:2) | A. D. Cariari      | Carlos Ugalde, San Carlos, Alajuela |             |
|                                | José Alvarado 12', 94' · Andrés Porras 85' |                                  | Junier Canales 24' | Árbitro(s):                         | Árbitro(s): |

#### Guadalupe F.C. vs. A.D. Sarchí
| 24 de noviembre de 2024; 11:00 | A. D. Sarchí | 0:1(0:1) | Guadalupe F.C      | Eliécer Pérez, Sarchí, Alajuela |             |
|                                |              |          | Kenneth Guzmán 42' | Árbitro(s):                     | Árbitro(s): |

| 28 de noviembre de 2024; 19:00 | Guadalupe F.C     | 1:0 (0:0) (Global 2:0) | A. D. Sarchí | "Coyella" Fonseca, Guadalupe, San José |             |
|                                | Elián Morales 63' |                        |              | Árbitro(s):                            | Árbitro(s): |

### Semifinales

#### Semifinal 1
| 1 de diciembre de 2024; 18:00 | C. S. Uruguay de Coronado | 1:0 (1:0) | Jicaral | "Coyella" Fonseca, Guadalupe, San José |             |
|                               | Alexander Monge 33'       |           |         | Árbitro(s):                            | Árbitro(s): |

| 8 de diciembre de 2024; 14:00 | Jicaral                                      | 3:0 (1:0) (Global 3:1) | C. S. Uruguay de Coronado | Asoc. Cívica Jicaraleña, Lepanto, Puntarenas |                                            |
|                               | Justin Roque 39', 50' · Romario Torres 90+3' |                        |                           | Asistencia: 4.000 espectadores Árbitro(s):   | Asistencia: 4.000 espectadores Árbitro(s): |

#### Semifinal 2
| 3 de diciembre de 2024; 19:00 | Inter de San Carlos | 1:2 (1:0) | Guadalupe F.C                          | Carlos Ugalde, San Carlos, Alajuela |             |
|                               | José Alvarado 20'   |           | Dylan Barrantes 46' · Yamir Villán 52' | Árbitro(s):                         | Árbitro(s): |

| 9 de diciembre de 2024; 19:00 | Guadalupe F.C                          | 2:1 (0:0) (Global 4:2) | Inter de San Carlos | "Coyella" Fonseca, Guadalupe, San José |             |
|                               | René Miranda 62' · Brayton Lewis 90+4' |                        | Carlos Villegas 49' | Árbitro(s):                            | Árbitro(s): |

### Final

#### Final
| 15 de diciembre de 2024; 13:00 | Jicaral | 0:2(0:1) | Guadalupe F.C                           | Asoc. Cívica Jicaraleña, Lepanto, Puntarenas              |                                                           |
|                                |         |          | Elián Morales 36' · Giovanni Clunie 65' | Asistencia: 3800 espectadores Árbitro(s): Marianela Araya | Asistencia: 3800 espectadores Árbitro(s): Marianela Araya |

| 23 de diciembre de 2024; 19:00 | Guadalupe F.C | 0:0 (Global 2:0) | Jicaral | "Coyella" Fonseca, Guadalupe, San José |  |
|                                |               |                  |         | Árbitro(s):                            |  |

#### Final - Ida
| 1     | POR   | Nelson Johnston    |     |
| 21    | DEF   | Kevin Coll         |     |
| 25    | DEF   | Gustavo Portuguez  |     |
| 2     | DEF   | Johansen Baltodano | 68' |
| 6     | DEF   | Emmanuel Pérez     | 54' |
| 24    | MED   | José Sosa          |     |
| 29    | MED   | Daniel Vargas      |     |
| 5     | MED   | Víctor Chavarría   | 68' |
| 34    | DEL   | Leonardo Castillo  |     |
| 9     | DEL   | Francisco Pungo    | 65' |
| 11    | DEL   | Justin Roque       | 54' |
| D. T. | D. T. | Mauricio Solís     |     |

| 33    | POR   | Rodiney Leal      |     |
| 2     | DEF   | René Miranda      | 79' |
| 4     | DEF   | Kenneth Guzmán    | 79' |
| 18    | DEF   | Leonel Peralta    |     |
| 17    | DEF   | Kenneth Carvajal  |     |
| 29    | MED   | Wilson Villalobos | 89' |
| 20    | MED   | Dylan Barrantes   |     |
| 6     | MED   | Emmanuel Chacón   |     |
| 10    | MED   | Jostin Tellería   |     |
| 22    | DEL   | Elián Morales     | 59' |
| 9     | DEL   | Giovanni Clunie   | 79' |
| D. T. | D. T. | Fabián Barquero   |     |

| 4  | DEF | Jason Prendas     | 54' |
| 18 | DEL | Byron Rodríguez   | 65' |
| 80 | MED | Esteban Rodríguez | 68' |
| 8  | DEF | Carlos Torres     | 68' |
| 15 | MED | Romario Torres    | 54' |

| 12 | DEL | David Herrera | 59' |
| 18 | DEL | Adrián Chevez | 79' |
| 14 | DEL | Bryton Letis  | 79' |
| 28 | DEF | Roger Cortés  | 79' |
| 7  | MED | Isaac París   | 89' |

| 36' · 65' | Elián Morales Giovanni Clunie | 0:1 0:2 |

| 31' · 90+7' · | Emmanuel Pérez Byron Rodríguez |

| 90' | Jostin Tellería |

| Principal  | Marianela Araya  |
| Asistentes | Ricardo Martínez |
|            | Edar Villareal   |
| Cuarto     | Anderson Gómez   |
| Quinto     | Josué Mejía      |

| 1     | POR   | Nelson Johnston    |     |
| 21    | DEF   | Kevin Coll         |     |
| 25    | DEF   | Gustavo Portuguez  |     |
| 2     | DEF   | Johansen Baltodano | 68' |
| 6     | DEF   | Emmanuel Pérez     | 54' |
| 24    | MED   | José Sosa          |     |
| 29    | MED   | Daniel Vargas      |     |
| 5     | MED   | Víctor Chavarría   | 68' |
| 34    | DEL   | Leonardo Castillo  |     |
| 9     | DEL   | Francisco Pungo    | 65' |
| 11    | DEL   | Justin Roque       | 54' |
| D. T. | D. T. | Mauricio Solís     |     |

| 33    | POR   | Rodiney Leal      |     |
| 2     | DEF   | René Miranda      | 79' |
| 4     | DEF   | Kenneth Guzmán    | 79' |
| 18    | DEF   | Leonel Peralta    |     |
| 17    | DEF   | Kenneth Carvajal  |     |
| 29    | MED   | Wilson Villalobos | 89' |
| 20    | MED   | Dylan Barrantes   |     |
| 6     | MED   | Emmanuel Chacón   |     |
| 10    | MED   | Jostin Tellería   |     |
| 22    | DEL   | Elián Morales     | 59' |
| 9     | DEL   | Giovanni Clunie   | 79' |
| D. T. | D. T. | Fabián Barquero   |     |

| 4  | DEF | Jason Prendas     | 54' |
| 18 | DEL | Byron Rodríguez   | 65' |
| 80 | MED | Esteban Rodríguez | 68' |
| 8  | DEF | Carlos Torres     | 68' |
| 15 | MED | Romario Torres    | 54' |

| 12 | DEL | David Herrera | 59' |
| 18 | DEL | Adrián Chevez | 79' |
| 14 | DEL | Bryton Letis  | 79' |
| 28 | DEF | Roger Cortés  | 79' |
| 7  | MED | Isaac París   | 89' |

| 36' · 65' | Elián Morales Giovanni Clunie | 0:1 0:2 |

| 31' · 90+7' · | Emmanuel Pérez Byron Rodríguez |

| 90' | Jostin Tellería |

| Principal  | Marianela Araya  |
| Asistentes | Ricardo Martínez |
|            | Edar Villareal   |
| Cuarto     | Anderson Gómez   |
| Quinto     | Josué Mejía      |

| 1     | POR   | Nelson Johnston    |     |
| 21    | DEF   | Kevin Coll         |     |
| 25    | DEF   | Gustavo Portuguez  |     |
| 2     | DEF   | Johansen Baltodano | 68' |
| 6     | DEF   | Emmanuel Pérez     | 54' |
| 24    | MED   | José Sosa          |     |
| 29    | MED   | Daniel Vargas      |     |
| 5     | MED   | Víctor Chavarría   | 68' |
| 34    | DEL   | Leonardo Castillo  |     |
| 9     | DEL   | Francisco Pungo    | 65' |
| 11    | DEL   | Justin Roque       | 54' |
| D. T. | D. T. | Mauricio Solís     |     |

| 33    | POR   | Rodiney Leal      |     |
| 2     | DEF   | René Miranda      | 79' |
| 4     | DEF   | Kenneth Guzmán    | 79' |
| 18    | DEF   | Leonel Peralta    |     |
| 17    | DEF   | Kenneth Carvajal  |     |
| 29    | MED   | Wilson Villalobos | 89' |
| 20    | MED   | Dylan Barrantes   |     |
| 6     | MED   | Emmanuel Chacón   |     |
| 10    | MED   | Jostin Tellería   |     |
| 22    | DEL   | Elián Morales     | 59' |
| 9     | DEL   | Giovanni Clunie   | 79' |
| D. T. | D. T. | Fabián Barquero   |     |

| 4  | DEF | Jason Prendas     | 54' |
| 18 | DEL | Byron Rodríguez   | 65' |
| 80 | MED | Esteban Rodríguez | 68' |
| 8  | DEF | Carlos Torres     | 68' |
| 15 | MED | Romario Torres    | 54' |

| 12 | DEL | David Herrera | 59' |
| 18 | DEL | Adrián Chevez | 79' |
| 14 | DEL | Bryton Letis  | 79' |
| 28 | DEF | Roger Cortés  | 79' |
| 7  | MED | Isaac París   | 89' |

| 36' · 65' | Elián Morales Giovanni Clunie | 0:1 0:2 |

| 31' · 90+7' · | Emmanuel Pérez Byron Rodríguez |

| 90' | Jostin Tellería |

| Principal  | Marianela Araya  |
| Asistentes | Ricardo Martínez |
|            | Edar Villareal   |
| Cuarto     | Anderson Gómez   |
| Quinto     | Josué Mejía      |

| 1     | POR   | Nelson Johnston    |     |
| 21    | DEF   | Kevin Coll         |     |
| 25    | DEF   | Gustavo Portuguez  |     |
| 2     | DEF   | Johansen Baltodano | 68' |
| 6     | DEF   | Emmanuel Pérez     | 54' |
| 24    | MED   | José Sosa          |     |
| 29    | MED   | Daniel Vargas      |     |
| 5     | MED   | Víctor Chavarría   | 68' |
| 34    | DEL   | Leonardo Castillo  |     |
| 9     | DEL   | Francisco Pungo    | 65' |
| 11    | DEL   | Justin Roque       | 54' |
| D. T. | D. T. | Mauricio Solís     |     |

| 33    | POR   | Rodiney Leal      |     |
| 2     | DEF   | René Miranda      | 79' |
| 4     | DEF   | Kenneth Guzmán    | 79' |
| 18    | DEF   | Leonel Peralta    |     |
| 17    | DEF   | Kenneth Carvajal  |     |
| 29    | MED   | Wilson Villalobos | 89' |
| 20    | MED   | Dylan Barrantes   |     |
| 6     | MED   | Emmanuel Chacón   |     |
| 10    | MED   | Jostin Tellería   |     |
| 22    | DEL   | Elián Morales     | 59' |
| 9     | DEL   | Giovanni Clunie   | 79' |
| D. T. | D. T. | Fabián Barquero   |     |

| 4  | DEF | Jason Prendas     | 54' |
| 18 | DEL | Byron Rodríguez   | 65' |
| 80 | MED | Esteban Rodríguez | 68' |
| 8  | DEF | Carlos Torres     | 68' |
| 15 | MED | Romario Torres    | 54' |

| 12 | DEL | David Herrera | 59' |
| 18 | DEL | Adrián Chevez | 79' |
| 14 | DEL | Bryton Letis  | 79' |
| 28 | DEF | Roger Cortés  | 79' |
| 7  | MED | Isaac París   | 89' |

| 36' · 65' | Elián Morales Giovanni Clunie | 0:1 0:2 |

| 31' · 90+7' · | Emmanuel Pérez Byron Rodríguez |

| 90' | Jostin Tellería |

| Principal  | Marianela Araya  |
| Asistentes | Ricardo Martínez |
|            | Edar Villareal   |
| Cuarto     | Anderson Gómez   |
| Quinto     | Josué Mejía      |

#### Final - Vuelta
| 23    | POR   | Bandera de Costa Rica           |  |
| 2     | DEF   | Bandera de Costa Rica           |  |
| 26    | DEF   | Bandera de Costa Rica           |  |
| 13    | DEF   | Bandera de Costa Rica           |  |
| 26    | DEF   | Bandera de Costa Rica           |  |
| 27    | MED   | Bandera de Costa Rica           |  |
| 5     | MED   | Bandera de Costa Rica · Capitán |  |
| 17    | MED   | Bandera de Colombia             |  |
| 10    | DEL   | Bandera de España               |  |
| 7     | DEL   | Bandera de Costa Rica           |  |
| 8     | DEL   | Bandera de Brasil               |  |
| D. T. | D. T. | Fabián Barquero                 |  |

| 23    | POR   | Bandera de Costa Rica |  |
| 2     | DEF   | Bandera de Costa Rica |  |
| 26    | DEF   | Bandera de Costa Rica |  |
| 13    | DEF   | Bandera de Costa Rica |  |
| 26    | DEF   | Bandera de Costa Rica |  |
| 11    | MED   | Bandera de Costa Rica |  |
| 5     | MED   | Bandera de Costa Rica |  |
| 17    | MED   |                       |  |
| 7     | MED   |                       |  |
| 11    | DEL   | Bandera de Costa Rica |  |
| 8     | DEL   |                       |  |
| D. T. | D. T. | Mauricio Solís        |  |

| 9  | MED | ?                     | Entró |
| 99 | DEL | Bandera de ?          | Entró |
| 19 | DEF | Bandera de ?          | Entró |
| 16 | DEF | Bandera de Costa Rica | Entró |
| 6  | MED | Bandera de ?          | Entró |

| 9  | DEL | Bandera de ?          | Entró |
| 26 | DEF | Bandera de Costa Rica | Entró |
| 14 | DEL | Bandera de Costa Rica | Entró |
| 28 | DEF | Bandera de Costa Rica | Entró |
| 10 | MED | Bandera de Costa Rica | Entró |

| 23    | POR   | Bandera de Costa Rica           |  |
| 2     | DEF   | Bandera de Costa Rica           |  |
| 26    | DEF   | Bandera de Costa Rica           |  |
| 13    | DEF   | Bandera de Costa Rica           |  |
| 26    | DEF   | Bandera de Costa Rica           |  |
| 27    | MED   | Bandera de Costa Rica           |  |
| 5     | MED   | Bandera de Costa Rica · Capitán |  |
| 17    | MED   | Bandera de Colombia             |  |
| 10    | DEL   | Bandera de España               |  |
| 7     | DEL   | Bandera de Costa Rica           |  |
| 8     | DEL   | Bandera de Brasil               |  |
| D. T. | D. T. | Fabián Barquero                 |  |

| 23    | POR   | Bandera de Costa Rica |  |
| 2     | DEF   | Bandera de Costa Rica |  |
| 26    | DEF   | Bandera de Costa Rica |  |
| 13    | DEF   | Bandera de Costa Rica |  |
| 26    | DEF   | Bandera de Costa Rica |  |
| 11    | MED   | Bandera de Costa Rica |  |
| 5     | MED   | Bandera de Costa Rica |  |
| 17    | MED   |                       |  |
| 7     | MED   |                       |  |
| 11    | DEL   | Bandera de Costa Rica |  |
| 8     | DEL   |                       |  |
| D. T. | D. T. | Mauricio Solís        |  |

| 9  | MED | ?                     | Entró |
| 99 | DEL | Bandera de ?          | Entró |
| 19 | DEF | Bandera de ?          | Entró |
| 16 | DEF | Bandera de Costa Rica | Entró |
| 6  | MED | Bandera de ?          | Entró |

| 9  | DEL | Bandera de ?          | Entró |
| 26 | DEF | Bandera de Costa Rica | Entró |
| 14 | DEL | Bandera de Costa Rica | Entró |
| 28 | DEF | Bandera de Costa Rica | Entró |
| 10 | MED | Bandera de Costa Rica | Entró |

| 23    | POR   | Bandera de Costa Rica           |  |
| 2     | DEF   | Bandera de Costa Rica           |  |
| 26    | DEF   | Bandera de Costa Rica           |  |
| 13    | DEF   | Bandera de Costa Rica           |  |
| 26    | DEF   | Bandera de Costa Rica           |  |
| 27    | MED   | Bandera de Costa Rica           |  |
| 5     | MED   | Bandera de Costa Rica · Capitán |  |
| 17    | MED   | Bandera de Colombia             |  |
| 10    | DEL   | Bandera de España               |  |
| 7     | DEL   | Bandera de Costa Rica           |  |
| 8     | DEL   | Bandera de Brasil               |  |
| D. T. | D. T. | Fabián Barquero                 |  |

| 23    | POR   | Bandera de Costa Rica |  |
| 2     | DEF   | Bandera de Costa Rica |  |
| 26    | DEF   | Bandera de Costa Rica |  |
| 13    | DEF   | Bandera de Costa Rica |  |
| 26    | DEF   | Bandera de Costa Rica |  |
| 11    | MED   | Bandera de Costa Rica |  |
| 5     | MED   | Bandera de Costa Rica |  |
| 17    | MED   |                       |  |
| 7     | MED   |                       |  |
| 11    | DEL   | Bandera de Costa Rica |  |
| 8     | DEL   |                       |  |
| D. T. | D. T. | Mauricio Solís        |  |

| 9  | MED | ?                     | Entró |
| 99 | DEL | Bandera de ?          | Entró |
| 19 | DEF | Bandera de ?          | Entró |
| 16 | DEF | Bandera de Costa Rica | Entró |
| 6  | MED | Bandera de ?          | Entró |

| 9  | DEL | Bandera de ?          | Entró |
| 26 | DEF | Bandera de Costa Rica | Entró |
| 14 | DEL | Bandera de Costa Rica | Entró |
| 28 | DEF | Bandera de Costa Rica | Entró |
| 10 | MED | Bandera de Costa Rica | Entró |

| 23    | POR   | Bandera de Costa Rica           |  |
| 2     | DEF   | Bandera de Costa Rica           |  |
| 26    | DEF   | Bandera de Costa Rica           |  |
| 13    | DEF   | Bandera de Costa Rica           |  |
| 26    | DEF   | Bandera de Costa Rica           |  |
| 27    | MED   | Bandera de Costa Rica           |  |
| 5     | MED   | Bandera de Costa Rica · Capitán |  |
| 17    | MED   | Bandera de Colombia             |  |
| 10    | DEL   | Bandera de España               |  |
| 7     | DEL   | Bandera de Costa Rica           |  |
| 8     | DEL   | Bandera de Brasil               |  |
| D. T. | D. T. | Fabián Barquero                 |  |

| 23    | POR   | Bandera de Costa Rica |  |
| 2     | DEF   | Bandera de Costa Rica |  |
| 26    | DEF   | Bandera de Costa Rica |  |
| 13    | DEF   | Bandera de Costa Rica |  |
| 26    | DEF   | Bandera de Costa Rica |  |
| 11    | MED   | Bandera de Costa Rica |  |
| 5     | MED   | Bandera de Costa Rica |  |
| 17    | MED   |                       |  |
| 7     | MED   |                       |  |
| 11    | DEL   | Bandera de Costa Rica |  |
| 8     | DEL   |                       |  |
| D. T. | D. T. | Mauricio Solís        |  |

| 9  | MED | ?                     | Entró |
| 99 | DEL | Bandera de ?          | Entró |
| 19 | DEF | Bandera de ?          | Entró |
| 16 | DEF | Bandera de Costa Rica | Entró |
| 6  | MED | Bandera de ?          | Entró |

| 9  | DEL | Bandera de ?          | Entró |
| 26 | DEF | Bandera de Costa Rica | Entró |
| 14 | DEL | Bandera de Costa Rica | Entró |
| 28 | DEF | Bandera de Costa Rica | Entró |
| 10 | MED | Bandera de Costa Rica | Entró |

|                                     |
| Campeón Apertura 2024 Guadalupe F.C |

## Estadísticas

### Máximos goleadores
Lista con los máximos goleadores de la competencia.
Datos actualizados a 16 de enero de 2024 y según página oficial.
| Núm. | Jugador           | Equipo              | Goles |
| ---- | ----------------- | ------------------- | ----- |
| 1.º  | Luis Rodríguez    | A. D. Sarchí        | 10    |
| 2.º  | Carlos Villegas   | Inter de San Carlos | 9     |
| 2.º  | Deyverjen Mattews | Cariari             | 9     |
| 2.º  | Jairo Arrieta     | Jicaral             | 9     |
| 5.º  | Kevin Obregón     | Municipal Grecia    | 3     |